# Храм на честь Успіння Божої Матері (Стара Оржиця)
Храм на честь Успіння Божої Матері — чинна церква, пам'ятка архітектури в селі Стара Оржиця, Броварський район, Київська область; духовний осередок села. Парафія належить до Згурівське благочиння, Бориспільська єпархія УПЦ (МП), УПЦ МП.

## Архітектура
Церква має форму рівнокінцевого хреста, увінчана невеликою главкою (ще одна главка розташована над бабинцем). Фасади бічних крил оздоблено клонами, що частково втоплені у стіну храму. Між колонами напівциркульне вікно. Фасад церкви позбавлений оздоб.

## Історія
Церква Успіння Пресвятої Богородиці в Старій Оржиці була збудована у XVIII столітті (за іншими даними, 1818 року).

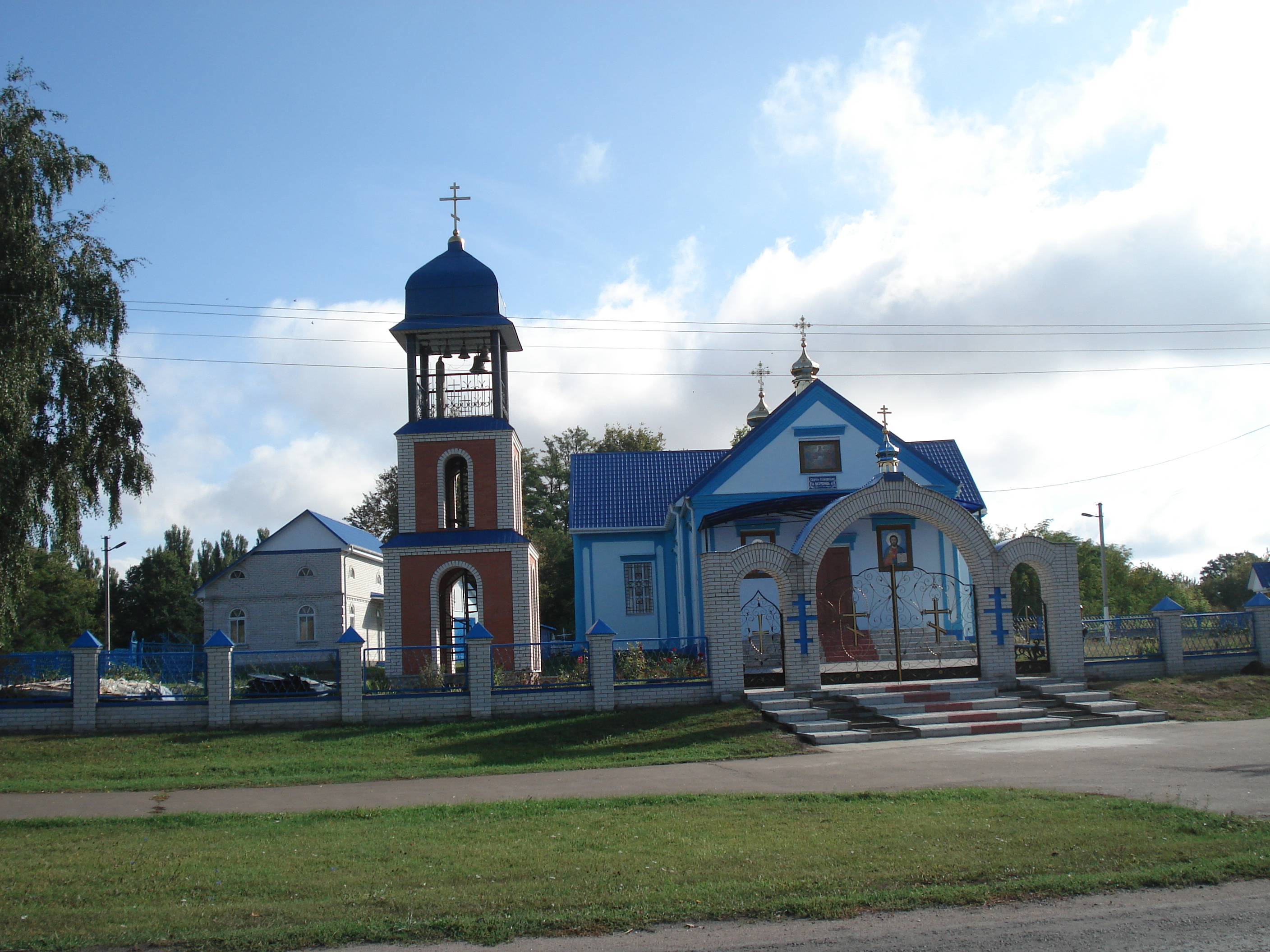

У радянський час церкву було дуже спотворено — розібрано баню, зроблено примітивний дах, до головного притвору зроблено додаткові прибудови.  
У 1990-х роках спотворений храм було повернуто вірянам. Було здійснено реконструкцію храму (ще одну — вже у 2010-ті роки). При другій реконструкції бляшаний дах замінено на пластикову черепицю, стіни пофарбовано в блакитний колір. Було замінено главку над середохрестям, додано главку над бабинцем. Поряд із церквою було збудовано нову 3-ярусну дзвіницю.
Храм сьогодні перебуває в доброму стані, є діючим. Це сучасний духовний осередок села.